# 山口県道214号新山口停車場長谷線
山口県道214号新山口停車場長谷線（やまぐちけんどう214ごう しんやまぐちていしゃじょうながたにせん）は、山口県山口市を通る一般県道である。

## 概要
山口市小郡下郷のJR西日本山陽本線・宇部線・山口線・山陽新幹線 新山口駅北口から山口市小郡下郷の山口宇部道路 長谷ICに至る。
認定当初は「山口県道214号小郡停車場線」であったが、2003年（平成15年）10月1日に小郡駅が新山口駅に改称したため「山口県道214号新山口停車場線」に改称、さらに2008年（平成20年）2月8日山口県告示第48号および第49号により終点を延伸し現路線に変更された。
終点の接続先となる山口宇部道路（山口県道6号山口宇部線）は2011年（平成23年）7月31日に開通した。これにより、本路線が山口宇部道路と新山口駅とのアクセスの役割を果たすことになる。
2013年（平成25年）12月20日、新山口長谷線が粟島神社入口交差点から新山口駅北口ロータリーまで延伸工事が行われ、2020年（令和2年）3月20日16時より通行可能となる。延伸工事と同時に柳井田柏崎線の改良工事も行われた。電線共同溝工事、川の暗渠工事、道路工事など総事業費39億円。2021年度（令和3年度）供用開始予定の立体駐車場、平面駐車場は合計500台駐車可能な「山口市産業交流拠点施設」も工事中。これにより、従来の山口市道長谷古川線は当県道に編入され、国道9号との矢足交差点 - 粟島神社交差点間の重複区間が解消された。また、延伸同日より新山口駅前交差点から粟島神社前交差点までの0.3 km区間は「令和通り」の愛称がつけられている。

### 路線データ
- 起点：山口市小郡令和1丁目（JR西日本山陽本線・宇部線・山口線・山陽新幹線 新山口駅前）
- 終点：山口市小郡下郷（山口宇部道路 長谷IC、山口県道6号山口宇部線交点）
- 総延長：1.3 km

## 歴史
- 2008年（平成20年）2月8日 - 山口県告示第49号により山口県道214号新山口停車場線を廃止する代わりに山口県告示第48号により本路線を認定[1]。
- 2014年（平成26年）12月19日 - 山口県告示第416号により、起点側の経路が変更される[6]。

## 路線状況

### 通称
- 令和通り[注釈 1]

## 地理

### 通過する自治体
- 山口市

### 交差する道路
| 交差する道路                            | 交差する場所  | 交差する場所     |
| --------------------------------------- | ------------- | ---------------- |
| 山口県道335号江崎陶線                   | 小郡長谷1丁目 |                  |
| 国道9号                                 | 小郡下郷      | 粟島神社前交差点 |
| 山口県道6号山口宇部線 / E2 山口宇部道路 | 小郡下郷      | 長谷IC / 終点    |

### 沿線
- JR西日本山陽本線・宇部線・山口線・山陽新幹線 新山口駅
- 其中庵（ごちゅうあん）公園 - 種田山頭火が住んでいた家（其中庵、復元）と句碑がある
- アルク小郡店